# EHF Champions League 2014/15
An der EHF Champions League 2014/15 nahmen 33 Handball-Vereinsmannschaften teil, die sich in der vorangegangenen Saison in ihren Heimatligen für den Wettbewerb qualifiziert hatten. Seit 1957 wird die EHF Champions League (bis 1993: Europapokal der Landesmeister) zum 55. Mal ausgetragen. Die Pokalspiele begannen im September 2014, das Final Four fand am 30. Mai und 31. Mai 2015 zum sechsten Mal in der Kölner Lanxess Arena statt. Sieger wurde der FC Barcelona.

## Modus
Qualifikation: Die Qualifikation wird im Rahmen mehrerer Turniere ausgetragen: Drei Gruppen à vier Teams. Pro Gruppe qualifizierte sich das beste Team. Die neun ausscheidenden Teams ziehen in den EHF Europa Pokal ein.
Gruppenphase: Es gibt vier Gruppen mit je sechs Mannschaften. In einer Gruppe spielt jeder gegen jeden ein Hin- und Rückspiel; die jeweils vier Gruppenbesten erreichen das Achtelfinale.
Achtelfinale: Das Achtelfinale wird im K.-o.-System mit Hin- und Rückspiel gespielt. Der Gewinner jeder Partie zieht in das Viertelfinale ein.
Viertelfinale: Das Viertelfinale wird im K.-o.-System mit Hin- und Rückspiel gespielt. Der Gewinner jeder Partie zieht in das Halbfinale ein.
Final Four: Zum sechsten Mal gibt es ein Final-Four-Turnier, das Halbfinale und Finale wird am 30. Mai und 31. Mai 2015 in der Lanxess Arena in Köln ausgetragen. Das Halbfinale wird im K.-o.-System gespielt. Die Gewinner jeder Partie ziehen in das Finale ein. Die Verlierer jeder Partie ziehen in das Spiel um den dritten Platz ein. Es wird pro Halbfinale nur ein Spiel ausgetragen. Auch das Finale und das Spiel um Platz drei wird im einfachen Modus ausgespielt.

## Qualifikation
Die Auslosung der Qualifikation fand am 27. Juni 2014 um 14:00 Uhr (UTC+2) in Wien statt.

### Qualifikationsturniere

#### Gruppe 1
Das Turnier der Gruppe 1 fand am 6. und 7. September 2014 statt.
Die Halbfinalspiele der Gruppe 1 fanden am 6. September 2014 statt. Der Gewinner jeder Partie zog in das Finale, um die Teilnahme an der Gruppenphase, ein. Die Verlierer nahmen am Spiel um die Plätze drei und vier teil.

Ausrichter der Gruppe 1 war der Verein  Brest GK Meschkow.
| Mannschaft 1                                       | Endergebnis       | Mannschaft 2                     | Datum und Zeit          |
| -------------------------------------------------- | ----------------- | -------------------------------- | ----------------------- |
| Brest GK Meschkow Janko Božović, Simon Razgor je 6 | 36 : 23 (18 : 8)  | Bevo HC Panningen Dario Polman 7 | 06.09.14, Sa. 18:30 Uhr |
| Brest GK Meschkow Janko Božović, Simon Razgor je 6 | Spielbericht      | Bevo HC Panningen Dario Polman 7 | 1.500 Zuschauer         |
| RK Vojvodina Uroš Elezović 6                       | 21 : 25 (10 : 15) | HT Tatran Prešov Oliver Rábek 7  | 06.09.14, Sa. 16:00 Uhr |
| RK Vojvodina Uroš Elezović 6                       | Spielbericht      | HT Tatran Prešov Oliver Rábek 7  | 400 Zuschauer           |

Das Spiel der Verlierer fand am 7. September 2014 statt. Der Verlierer der Partie nimmt an der 2. Runde des EHF Europa Pokal teil. Der Gewinner nimmt an der 3. Runde des EHF Europa Pokal teil.
| Mannschaft 1                              | Endergebnis       | Mannschaft 2                 | Datum und Zeit          |
| ----------------------------------------- | ----------------- | ---------------------------- | ----------------------- |
| Bevo HC Panningen Mark van den Beucken 11 | 25 : 30 (11 : 15) | RK Vojvodina Uroš Elezović 6 | 07.09.14, So. 16:00 Uhr |
| Bevo HC Panningen Mark van den Beucken 11 | Spielbericht      | RK Vojvodina Uroš Elezović 6 | 200 Zuschauer           |

Das Finale fand am 7. September 2014 statt. Der Gewinner der Partie nimmt an der Gruppenphase (Gruppe A) der EHF Champions League 2014/15 teil. Der Verlierer nimmt an der 3. Runde des EHF Europa Pokal teil.
| Mannschaft 1                        | Endergebnis       | Mannschaft 2                     | Datum und Zeit          |
| ----------------------------------- | ----------------- | -------------------------------- | ----------------------- |
| Brest GK Meschkow Dsjanis Rutenka 6 | 26 : 24 (12 : 12) | HT Tatran Prešov Radoslav Antl 6 | 07.09.14, So. 18:30 Uhr |
| Brest GK Meschkow Dsjanis Rutenka 6 | Spielbericht      | HT Tatran Prešov Radoslav Antl 6 | 3.500 Zuschauer         |

#### Gruppe 2
Das Turnier der Gruppe 2 fand am 6. und 7. September 2014 statt.
Die Halbfinalspiele der Gruppe 1 fanden am 6. September 2014 statt. Der Gewinner jeder Partie zog in das Finale, um die Teilnahme an der Gruppenphase, ein. Die Verlierer nahmen am Spiel um die Plätze drei und vier teil.

Ausrichter der Gruppe 2 war der Verein  Alpla HC Hard.
| Mannschaft 1                                     | Endergebnis       | Mannschaft 2                     | Datum und Zeit          |
| ------------------------------------------------ | ----------------- | -------------------------------- | ----------------------- |
| HK Motor Saporischschja Artm Kosakewytsch 9      | 36 : 20 (17 : 11) | Junior Fasano Željko Beharević 7 | 05.09.14, Fr. 17:00 Uhr |
| HK Motor Saporischschja Artm Kosakewytsch 9      | Spielbericht      | Junior Fasano Željko Beharević 7 | 300 Zuschauer           |
| FC Porto Vitalis João Ferraz, Mick Schubert je 6 | 29 : 25 (16 : 14) | Alpla HC Hard Boris Zivkovic 8   | 05.09.14, Fr. 19:30 Uhr |
| FC Porto Vitalis João Ferraz, Mick Schubert je 6 | Spielbericht      | Alpla HC Hard Boris Zivkovic 8   | 1.500 Zuschauer         |

Das Spiel der Verlierer fand am 7. September 2014 statt. Der Verlierer der Partie nimmt an der 2. Runde des EHF Europa Pokal teil. Der Gewinner nimmt an der 3. Runde des EHF Europa Pokal teil.
| Mannschaft 1                     | Endergebnis       | Mannschaft 2                     | Datum und Zeit          |
| -------------------------------- | ----------------- | -------------------------------- | ----------------------- |
| Junior Fasano Željko Beharević 9 | 26 : 35 (11 : 18) | Alpla HC Hard Roland Schlinger 6 | 06.09.14, Sa. 17:00 Uhr |
| Junior Fasano Željko Beharević 9 | Spielbericht      | Alpla HC Hard Roland Schlinger 6 | 450 Zuschauer           |

Das Finale fand am 7. September 2014 statt. Der Gewinner der Partie nimmt an der Gruppenphase (Gruppe D) der EHF Champions League 2014/15 teil. Der Verlierer nimmt an der 3. Runde des EHF Europa Pokal teil.
| Mannschaft 1                           | Endergebnis       | Mannschaft 2                   | Datum und Zeit          |
| -------------------------------------- | ----------------- | ------------------------------ | ----------------------- |
| HK Motor Saporischschja Serhij Burka 9 | 30 : 26 (17 : 12) | FC Porto Vitalis João Ferraz 9 | 06.09.14, Sa. 19:30 Uhr |
| HK Motor Saporischschja Serhij Burka 9 | Spielbericht      | FC Porto Vitalis João Ferraz 9 | 450 Zuschauer           |

#### Gruppe 3
Das Turnier der Gruppe 3 fand am 6. und 7. September 2014 statt.
Die Halbfinalspiele der Gruppe 3 fanden am 6. September 2014 statt. Der Gewinner jeder Partie zog in das Finale, um die Teilnahme an der Gruppenphase, ein. Die Verlierer nahmen am Spiel um die Plätze drei und vier teil.

Ausrichter der Gruppe 2 ist der Verein  Beşiktaş Istanbul.
| Mannschaft 1                         | Endergebnis       | Mannschaft 2                                   | Datum und Zeit          |
| ------------------------------------ | ----------------- | ---------------------------------------------- | ----------------------- |
| HCM Constanța Javier Humet Gaminde 7 | 29 : 20 (13 : 13) | Initia HC Hasselt Bram Dewit, Bart Köhlen je 5 | 06.09.14, Sa. 20:00 Uhr |
| HCM Constanța Javier Humet Gaminde 7 | Spielbericht      | Initia HC Hasselt Bram Dewit, Bart Köhlen je 5 | 550 Zuschauer           |
| Haslum HK Erlend Mamelund 5          | 22 : 29 (11 : 17) | Beşiktaş Istanbul Ömer Ozan Arifoğlu 6         | 06.09.14, Sa. 17:30 Uhr |
| Haslum HK Erlend Mamelund 5          | Spielbericht      | Beşiktaş Istanbul Ömer Ozan Arifoğlu 6         | 550 Zuschauer           |

Das Spiel der Verlierer fand am 7. September 2014 statt. Der Verlierer der Partie nimmt an der 2. Runde des EHF Europa Pokal teil. Der Gewinner nimmt an der 3. Runde des EHF Europa Pokal teil.
| Mannschaft 1                    | Endergebnis       | Mannschaft 2                                                         | Datum und Zeit          |
| ------------------------------- | ----------------- | -------------------------------------------------------------------- | ----------------------- |
| Initia HC Hasselt Bart Köhlen 8 | 26 : 35 (08 : 17) | Haslum HK Sebastian Barthold, Joakim Patriksson, Magnus Søndenå je 5 | 07.09.14, So. 14:45 Uhr |
| Initia HC Hasselt Bart Köhlen 8 | Spielbericht      | Haslum HK Sebastian Barthold, Joakim Patriksson, Magnus Søndenå je 5 | 250 Zuschauer           |

Das Finale fand am 7. September 2014 statt. Der Gewinner der Partie nimmt an der Gruppenphase (Gruppe B) der EHF Champions League 2014/15 teil. Der Verlierer nimmt an der 3. Runde des EHF Europa Pokal teil.
| Mannschaft 1                         | Endergebnis       | Mannschaft 2                      | Datum und Zeit          |
| ------------------------------------ | ----------------- | --------------------------------- | ----------------------- |
| HCM Constanța Laurențiu Mihai Toma 7 | 25 : 34 (12 : 18) | Beşiktaş Istanbul Ivan Ninčević 6 | 07.09.14, So. 17:00 Uhr |
| HCM Constanța Laurențiu Mihai Toma 7 | Spielbericht      | Beşiktaş Istanbul Ivan Ninčević 6 | 400 Zuschauer           |

## Gruppenphase
Die Auslosung der Gruppenphase fand am 28. Juni 2014 um 18:00 Uhr (UTC+2) in Wien statt.
Es nahmen die 3 Sieger der Qualifikation und die 21 Mannschaften teil, die sich vorher für den Wettbewerb qualifiziert hatten.

### Qualifizierte Teams
In Klammern ist der Tabellenplatz in der Vorsaison angegeben.
| Topf 1: - THW Kiel (1. Deutsche Liga) - FC Barcelona (1. Spanische Liga) - MKB Veszprém KC (1. Ungarische Liga) - KS Vive Targi Kielce (1. Polnische Liga) | Topf 2: - KIF Kolding København (1. Dänische Liga) - RK Metalurg (1. Mazedonische Liga) - Celje Pivovarna Laško (1. Slowenische Liga) - Dunkerque HB Grand Littoral (1. Französische Liga) |

| Topf 3: - RK Croatia Osiguranje Zagreb (1. Kroatische Liga) - Medwedi Tschechow (1. Russische Liga) - Kadetten Schaffhausen (1. Schweizer Liga) - Alingsås HK (1. Schwedische Liga) | Topf 4: - Rhein-Neckar Löwen (2. Deutsche Liga) - Naturhouse La Rioja (2. Spanische Liga) - SC Szeged (2. Ungarische Liga) - Orlen Wisła Płock (2. Polnische Liga) |

| Topf 5: - SG Flensburg-Handewitt (3. Deutsche Liga, Titelverteidiger) - Aalborg Håndbold (2. Dänische Liga) - RK Vardar Pro - Skopje (2. Mazedonische Liga) - Paris Saint-Germain (2. Französische Liga) | Topf 6: - Montpellier AHB (3. Französische Liga) - Brest GK Meschkow - HK Motor Saporischschja - Beşiktaş Istanbul |

### Gruppen
| Gruppe A THW Kiel RK Metalurg RK Croatia Osiguranje Zagreb Naturhouse La Rioja Paris Saint-Germain Brest GK Meschkow | Gruppe B FC Barcelona KIF Kolding København Alingsås HK Orlen Wisła Płock SG Flensburg-Handewitt Beşiktaş Istanbul | Gruppe C MKB Veszprém KC Celje Pivovarna Laško Medwedi Tschechow Rhein-Neckar Löwen RK Vardar Pro - Skopje Montpellier Agglomération HB | Gruppe D KS Vive Targi Kielce Dunkerque HB Grand Littoral Kadetten Schaffhausen Pick Szeged Aalborg Håndbold HK Motor Saporischschja |

#### Entscheidungen
|  | Qualifikationsplatz für das Achtelfinale |
|  | Platz des ausscheidenden Vereins         |

### Gruppe A
| Pl. | Mannschaft                   | Sp. | S | U | N | T   | GT  | Diff | Pkt |
| --- | ---------------------------- | --- | - | - | - | --- | --- | ---- | --- |
| 1.  | THW Kiel                     | 10  | 9 | 0 | 1 | 322 | 259 | + 63 | 18  |
| 2.  | Paris Saint-Germain          | 10  | 6 | 0 | 4 | 297 | 266 | + 31 | 12  |
| 3.  | RK Croatia Osiguranje Zagreb | 10  | 6 | 0 | 4 | 241 | 247 | − 06 | 12  |
| 4.  | Naturhouse La Rioja          | 10  | 4 | 1 | 5 | 305 | 305 | ± 0  | 09  |
| 5.  | Brest GK Meschkow            | 10  | 2 | 2 | 6 | 266 | 293 | − 27 | 06  |
| 6.  | RK Metalurg                  | 10  | 1 | 1 | 8 | 233 | 294 | − 61 | 03  |

| 28. September 2014, Sa. 19:00 Uhr in Skopje, Boris Trajkovski Sports Center       | 6.963 Zuschauer Spielbericht  | RK Metalurg 5 Mirkulovski                        | 22 : 27 (11 : 11) | Paris Saint-Germain 6 Hansen                      |
| 28. September 2014, Sa. 19:00 Uhr in Logroño, Palacio de los Deportes de La Rioja | 2.500 Zuschauer Spielbericht  | Naturhouse La Rioja 8 García                     | 39 : 31 (20 : 14) | Brest GK Meschkow 9 Stojković                     |
| 28. September 2014, Sa. 19:30 Uhr in Zagreb, Arena Zagreb                         | 11.000 Zuschauer Spielbericht | RK Croatia Osiguranje Zagreb 6 Horvat, Obranović | 27 : 25 (9 : 13)  | THW Kiel 4 Pálmarsson, Sprenger, Vujin            |
| 02. Oktober 2014, Do. 19:30 Uhr in Kiel, Sparkassen-Arena                         | 8.000 Zuschauer Spielbericht  | THW Kiel 12 Pálmarsson                           | 34 : 32 (20 : 16) | Naturhouse La Rioja 7 Rocas, García               |
| 04. Oktober 2014, Sa. 17:00 Uhr in Brest, Universal Sportkomplex Victoria         | 2.500 Zuschauer Spielbericht  | Brest GK Meschkow 5 Nikulenkau                   | 28 : 24 (12 : 10) | RK Metalurg 9 Cindrić                             |
| 05. Oktober 2014, So. 19:00 Uhr in Paris, Halle George Carpentier                 | 3.500 Zuschauer Spielbericht  | Paris Saint-Germain 8 Hansen                     | 27 : 22 (11 : 9)  | RK Croatia Osiguranje Zagreb 7 Stepančić          |
| 09. Oktober 2014, Do. 19:30 Uhr in Brest, Universal Sportkomplex Victoria         | 3.500 Zuschauer Spielbericht  | Brest GK Meschkow 4 Babitschau                   | 24 : 25 (11 : 11) | THW Kiel 6 Vujin                                  |
| 11. Oktober 2014, Sa. 18:00 Uhr in Zagreb, Arena Zagreb                           | 9.500 Zuschauer Spielbericht  | RK Croatia Osiguranje Zagreb 9 Horvat            | 19 : 17 (10 : 8)  | RK Metalurg 4 Cindrić                             |
| 12. Oktober 2014, So. 17:00 Uhr in Paris, Halle George Carpentier                 | 2.000 Zuschauer Spielbericht  | Paris Saint-Germain 5 Narcisse                   | 32 : 25 (18 : 9)  | Naturhouse La Rioja 8 Pérez                       |
| 18. Oktober 2014, Sa. 18:00 Uhr in Logroño, Palacio de los Deportes de La Rioja   | 2.100 Zuschauer Spielbericht  | Naturhouse La Rioja 7 Rocas                      | 22 : 21 (9 : 12)  | RK Croatia Osiguranje Zagreb 5 Pavlović           |
| 18. Oktober 2014, Sa. 21:00 Uhr in Skopje, Boris Trajkovski Sports Center         | 6.500 Zuschauer Spielbericht  | RK Metalurg 6 Dimovski                           | 27 : 42 (15 : 22) | THW Kiel 8 Duvnjak                                |
| 19. Oktober 2014, So. 15:00 Uhr in Brest, Universal Sportkomplex Victoria         | 3.500 Zuschauer Spielbericht  | Brest GK Meschkow 7 Stojković                    | 28 : 29 (12 : 15) | Paris Saint-Germain 10 Melić                      |
| 15. November 2014, Sa. 16:00 Uhr in Brest, Universal Sportkomplex Victoria        | 3.000 Zuschauer Spielbericht  | Brest GK Meschkow 7 Manojlović                   | 26 : 22 (12 : 7)  | RK Croatia Osiguranje Zagreb 8 Vuglač             |
| 16. November 2014, So. 17:00 Uhr in Logroño, Palacio de los Deportes de La Rioja  | 2.400 Zuschauer Spielbericht  | Naturhouse La Rioja 9 Álvarez                    | 31 : 27 (13 : 13) | RK Metalurg 8 Mirkulovski                         |
| 16. November 2014, So. 19:30 Uhr in Paris, Halle George Carpentier                | 3.200 Zuschauer Spielbericht  | Paris Saint-Germain 8 Hansen                     | 25 : 27 (13 : 12) | THW Kiel 7 Duvnjak                                |
| 22. November 2014, Sa. 19:00 Uhr in Skoje, Boris Trajkovski Sports Center         | 5.000 Zuschauer Spielbericht  | RK Metalurg 11 Mojsovski                         | 29 : 28 (13 : 12) | Naturhouse La Rioja 7 García                      |
| 22. November 2014, Sa. 21:00 Uhr in Kiel, Sparkassen-Arena                        | 10.170 Zuschauer Spielbericht | THW Kiel 9 Cañellas                              | 33 : 29 (14 : 15) | Paris Saint-Germain 8 Hansen                      |
| 23. November 2014, So. 17:00 Uhr in Zagreb, Arena Zagreb                          | 6.000 Zuschauer Spielbericht  | RK Croatia Osiguranje Zagreb 6 Horvat            | 25 : 22 (11 : 8)  | Brest GK Meschkow 8 Stojković                     |
| 26. November 2014, Mi. 18:30 Uhr in Kiel, Sparkassen-Arena                        | 8.487 Zuschauer Spielbericht  | THW Kiel 9 Weinhold                              | 34 : 27 (16 : 16) | RK Croatia Osiguranje Zagreb 5 Šebetić, Stepančić |
| 29. November 2014, Sa. 14:00 Uhr in Brest, Universal Sportkomplex Victoria        | 3.320 Zuschauer Spielbericht  | Brest GK Meschkow 8 D. Rutenka                   | 33 : 33 (15 : 18) | Naturhouse La Rioja 5 García, Álvarez             |
| 30. November 2014, So. 19:00 Uhr in Paris, Halle George Carpentier                | 2.200 Zuschauer Spielbericht  | Paris Saint-Germain 6 Kopljar                    | 35 : 24 (19 : 10) | RK Metalurg 6 Markoski                            |
| 03. Dezember 2014, Mi. 19:30 Uhr in Logroño, Palacio de los Deportes de La Rioja  | 3.800 Zuschauer Spielbericht  | Naturhouse La Rioja 6 Álvarez                    | 30 : 34 (11 : 14) | THW Kiel 11 Cañellas                              |
| 06. Dezember 2014, Sa. 19:00 Uhr in Skopje, Boris Trajkovski Sports Center        | 4.500 Zuschauer Spielbericht  | RK Metalurg 8 Manaskov                           | 27 : 27 (12 : 14) | Brest GK Meschkow 6 Stojković                     |
| 09. Dezember 2014, Di. 18:30 Uhr in Zagreb, Arena Zagreb                          | 13.000 Zuschauer Spielbericht | RK Croatia Osiguranje Zagreb 5 Horvat, Obranović | 25 : 24 (14 : 13) | Paris Saint-Germain 6 Narcisse                    |
| 14. Februar 2015, Sa. 18:00 Uhr in Zagreb, Arena Zagreb                           | 8.000 Zuschauer Spielbericht  | RK Croatia Osiguranje Zagreb 6 Horvat, Valčić    | 31 : 30 (16 : 13) | Naturhouse La Rioja 5 Jimenez Reina               |
| 15. Februar 2015, Sa. 17:00 Uhr in Paris, Halle George Carpentier                 | 3.000 Zuschauer Spielbericht  | Paris Saint-Germain 8 Hansen                     | 36 : 25 (18 : 14) | Brest GK Meschkow 7 Špiler                        |
| 15. Februar 2015, So. 19:30 Uhr in Kiel, Sparkassen Arena                         | 8.700 Zuschauer Spielbericht  | THW Kiel 9 Jícha                                 | 35 : 16 (17 : 3)  | RK Metalurg 4 Buvinic, Talevski                   |
| 19. Februar 2015, Do. 19:30 Uhr in Kiel, Sparkassen Arena                         | 7.100 Zuschauer Spielbericht  | THW Kiel 6 Vujin                                 | 33 : 22 (17 : 11) | Brest GK Meschkow 4 Manojlović                    |
| 21. Februar 2015, Sa. 18:00 Uhr in Logrono, Palacio de los deportes de la Rioja   | 3.500 Zuschauer Spielbericht  | Naturhouse La Rioja 9 Eilert                     | 35 : 33 (15 : 16) | Paris Saint-Germain 9 Gunnarsson                  |
| 22. Februar 2015, So. 19:00 Uhr in Skoje, Boris Trajkovski                        | 3.000 Zuschauer Spielbericht  | RK Metalurg 6 Buvinic                            | 20 : 22 (10 : 12) | RK Croatia Osiguranje Zagreb 5 Horvat             |

### Gruppe B
| Pl. | Mannschaft             | Sp. | S | U | N | T   | GT  | Diff | Pkt |
| --- | ---------------------- | --- | - | - | - | --- | --- | ---- | --- |
| 1.  | FC Barcelona           | 10  | 8 | 1 | 1 | 311 | 253 | + 58 | 17  |
| 2.  | KIF Kolding København  | 10  | 6 | 2 | 2 | 265 | 246 | + 19 | 14  |
| 3.  | Orlen Wisła Płock      | 10  | 6 | 1 | 3 | 288 | 280 | + 08 | 13  |
| 4.  | SG Flensburg-Handewitt | 10  | 6 | 0 | 4 | 288 | 277 | + 11 | 12  |
| 5.  | Alingsås HK            | 10  | 1 | 0 | 9 | 252 | 298 | − 46 | 02  |
| 6.  | Beşiktaş JK            | 10  | 1 | 0 | 9 | 253 | 303 | − 50 | 02  |

| 27. September 2014, Sa. 16:00 Uhr in Płock, Orlen Arena               | 4.300 Zuschauer Spielbericht | Orlen Wisła Płock 7 Racoțea                             | 28 : 19 (13 : 07) | Beşiktaş JK 4 Döne, Özbahar          |
| 28. September 2014, So. 16:50 Uhr in Kolding, Kolding-Hallen          | 2.800 Zuschauer Spielbericht | KIF Kolding København 7 Andersen                        | 35 : 21 (19 : 13) | SG Flensburg-Handewitt 8 Eggert      |
| 28. September 2014, So. 17:30 Uhr in Alingsås, Estrad Alingsås        | 2.660 Zuschauer Spielbericht | Alingsås HK 5 Konradsson                                | 28 : 38 (16 : 21) | FC Barcelona 9 Nøddesbo              |
| 05. Oktober 2014, So. 12:30 Uhr in Barcelona, Palau Blaugrana         | 1.972 Zuschauer Spielbericht | FC Barcelona 9 Lazarov                                  | 30 : 25 (13 : 12) | Orlen Wisła Płock 5 Rocha, Zelenović |
| 05. Oktober 2014, So. 15:10 Uhr in Istanbul, Sinam Erdem Spor Salonu  | 6.000 Zuschauer Spielbericht | Beşiktaş JK 6 Döne                                      | 24 : 33 (11 : 16) | KIF Kolding København 7 Spellerberg  |
| 05. Oktober 2014, So. 19:30 Uhr in Flensburg, Flens-Arena             | 3.000 Zuschauer Spielbericht | SG Flensburg-Handewitt 8 Mogensen                       | 31 : 21 (19 : 10) | Alingsås HK 5 Konradsson             |
| 08. Oktober 2014, Mi. 19:30 Uhr in Flensburg, Flens-Arena             | 3.517 Zuschauer Spielbericht | SG Flensburg-Handewitt 7 Mogensen, Nenadić, Radivojević | 35 : 28 (21 : 16) | Orlen Wisła Płock 7 Ghionea          |
| 09. Oktober 2014, Do. 19:00 Uhr in Alingsås, Estrad Alingsås          | 1.691 Zuschauer Spielbericht | Alingsås HK 5 Claar                                     | 19 : 23 (13 : 15) | KIF Kolding København 6 Andersson    |
| 12. Oktober 2014, So. 17:00 Uhr in Barcelona, Palau Blaugrana         | 1.789 Zuschauer Spielbericht | FC Barcelona 8 Sigurðsson                               | 35 : 25 (19 : 12) | Beşiktaş JK 6 Feuchtmann Perez       |
| 16. Oktober 2014, Do. 19:30 Uhr in Istanbul, Sinam Erdem Spor Salonu  | 3.500 Zuschauer Spielbericht | Beşiktaş JK 6 Dačević                                   | 20 : 27 (11 : 11) | SG Flensburg-Handewitt 7 Glandorf    |
| 19. Oktober 2014, So. 15:30 Uhr in Płock, Orlen Arena                 | 4.500 Zuschauer Spielbericht | Orlen Wisła Płock 10 Zelenović                          | 28 : 25 (15 : 9)  | Alingsås HK 10 Konradsson            |
| 19. Oktober 2014, So. 16:50 Uhr in Kolding, Kolding-Hallen            | 5.000 Zuschauer Spielbericht | KIF Kolding København 7 Spellerberg                     | 27 : 27 (14 : 16) | FC Barcelona 6 Karabatić             |
| 13. November 2014, Do. 18:45 Uhr in Płock, Orlen Arena                | 3.500 Zuschauer Spielbericht | Orlen Wisła Płock 5 Syprzak, Jurkiewicz                 | 28 : 29 (15 : 14) | KIF Kolding København 7 Karlsson     |
| 15. November 2014, Sa. 21:00 Uhr in Flensburg, Flens-Arena            | 6.300 Zuschauer Spielbericht | SG Flensburg-Handewitt 11 Glandorf                      | 33 : 37 (16 : 16) | FC Barcelona 10 Lazarov              |
| 16. November 2014, So. 17:00 Uhr in Istanbul, Sinam Erdem Spor Salonu | 3.000 Zuschauer Spielbericht | Beşiktaş JK 9 Ninčević                                  | 28 : 26 (13 : 15) | Alingsås HK 6 Enström                |
| 20. November 2014, Do. 19:00 Uhr in Alingsas, Estrad Alingsas         | 1.546 Zuschauer Spielbericht | Alingsås HK 5 Enström, Johansson                        | 27 : 24 (14 : 12) | Beşiktaş JK 6 Özbahar                |
| 23. November 2014, So. 16:55 Uhr in Brondby, Broendby Hallen          | 4.058 Zuschauer Spielbericht | KIF Kolding København 7 Andersson                       | 30 : 30 (14 : 14) | Orlen Wisła Płock 6 Ghionea, Syprzak |
| 23. November 2014, So. 19:30 Uhr in Barcelona, Palau Blaugrana        | 5.202 Zuschauer Spielbericht | FC Barcelona 9 Lazarov, Sigurðsson                      | 36 : 27 (14 : 16) | SG Flensburg-Handewitt 7 Mogensen    |
| 29. November 2014, Sa. 16:00 Uhr in Istanbul, Sinam Erdem Spor Salonu | 1.500 Zuschauer Spielbericht | Beşiktaş JK 8 Özbahar                                   | 30 : 33 (14 : 15) | Orlen Wisła Płock 8 Ghionea          |
| 29. November 2014, Sa. 16:15 Uhr in Barcelona, Palau Blaugrana        | 2.061 Zuschauer Spielbericht | FC Barcelona 12 Lazarov                                 | 42 : 29 (18 : 17) | Alingsås HK 6 Tellander              |
| 30. November 2014, So. 19:30 Uhr in Flensburg, Flens-Arena            | 5.537 Zuschauer Spielbericht | SG Flensburg-Handewitt 7 Mogensen                       | 27 : 20 (15 : 10) | KIF Kolding København 6 Andersson    |
| 04. Dezember 2014, Do. 19:30 Uhr in Alingsas, Estrad Alingsas         | 2.147 Zuschauer Spielbericht | Alingsås HK 5 Claar                                     | 22 : 27 (14 : 16) | SG Flensburg-Handewitt 8 Glandorf    |
| 06. Dezember 2014, Sa. 18:30 Uhr in Plock, Orlen-Arena                | 5.467 Zuschauer Spielbericht | Orlen Wisła Płock 7 Zelenović                           | 34 : 31 (17 : 15) | FC Barcelona 9 S. Rutenka            |
| 07. Dezember 2014, So. 16:50 Uhr in Kolding, Tre-For-Arena            | 2.389 Zuschauer Spielbericht | KIF Kolding København 12 Spellerberg                    | 34 : 31 (19 : 16) | Beşiktaş JK 7 Ninčević               |
| 11. Februar 2015, Mi. 19:30 Uhr in Flensburg, Flens Arena             | 4.687 Zuschauer Spielbericht | SG Flensburg-Handewitt 8 Eggert                         | 31 : 27 (15 : 14) | Beşiktaş JK 7 Ninčević               |
| 15. Februar 2015, So. 13:30 Uhr in Alingsås, Estrad Alingsås          | 1.178 Zuschauer Spielbericht | Alingsås HK 6 Fagerlund                                 | 22 : 23 (8 : 9)   | Orlen Wisła Płock 5 Barabash         |
| 15. Februar 2015, So. 19:15 Uhr in Barcelona, Palau Blaugrana         | 5.131 Zuschauer Spielbericht | FC Barcelona 6 S. Rutenka                               | 33 : 27 (19 : 11) | KIF Kolding København 11 Spellerberg |
| 21. Februar 2015, Sa. 18:15 Uhr in Istanbul, Sinam Erdem Spor Salonu  | 4.800 Zuschauer Spielbericht | Beşiktaş JK 8 Döne                                      | 25 : 29 (12 : 14) | FC Barcelona 7 Lazarov, S. Rutenka   |
| 22. Februar 2015, So. 16:50 Uhr in Kolding, TRE-FOR Arena             | 2.818 Zuschauer Spielbericht | KIF Kolding København 7 Spellerberg                     | 34 : 33 (16 : 15) | Alingsås HK 8 Claar                  |
| 22. Februar 2015, So. 19:30 Uhr in Plock, ORLEN Arena                 | 5.460 Zuschauer Spielbericht | Orlen Wisła Płock 7 Nikčević                            | 31 : 29 (14 : 13) | SG Flensburg-Handewitt 6 Nenadić     |

### Gruppe C
| Pl. | Mannschaft             | Sp. | S | U | N | T   | GT  | Diff | Pkt |
| --- | ---------------------- | --- | - | - | - | --- | --- | ---- | --- |
| 1.  | MKB Veszprém KC        | 10  | 9 | 0 | 1 | 300 | 262 | + 38 | 18  |
| 2.  | RK Vardar PRO - Skopje | 10  | 7 | 1 | 2 | 313 | 289 | + 24 | 15  |
| 3.  | Rhein-Neckar Löwen     | 10  | 6 | 0 | 4 | 302 | 282 | + 20 | 12  |
| 4.  | Montpellier AHB        | 10  | 3 | 2 | 5 | 293 | 317 | − 24 | 08  |
| 5.  | Celje Pivovarna Laško  | 10  | 3 | 0 | 7 | 284 | 293 | − 09 | 06  |
| 6.  | Medwedi Tschechow      | 10  | 0 | 1 | 9 | 300 | 349 | − 49 | 01  |

| 27. September 2014, Sa. 18:00 Uhr in Tschechow, Dworza sporta Olimpiski      | 2.500 Zuschauer Spielbericht | Medwedi Tschechow Derewen 9                                | 32 : 37 (17 : 19) | MKB Veszprém KC 11 Ilić                              |
| 27. September 2014, Sa. 20:30 Uhr in Celje, Dvorana Zlatorog                 | 3.900 Zuschauer Spielbericht | Celje Pivovarna Laško Zarabec 10                           | 26 : 27 (12 : 12) | RK Vardar PRO - Skopje 11 Dibirow                    |
| 27. September 2014, Sa. 21:00 Uhr in Mannheim, SAP Arena                     | 3.119 Zuschauer Spielbericht | Rhein-Neckar Löwen Myrhol 6                                | 35 : 24 (18 : 11) | Montpellier AHB 4 Dolenec                            |
| 04. Oktober 2014, Sa. 19:00 Uhr in Skopje, Boris Trajkovski                  | 5.500 Zuschauer Spielbericht | RK Vardar PRO - Skopje 8 Dibirow                           | 39 : 28 (24 : 12) | Medwedi Tschechow 7 Derewen                          |
| 04. Oktober 2014, Sa. 21:00 Uhr in Veszprém, Veszprém Aréna                  | 5.019 Zuschauer Spielbericht | MKB Veszprém KC 9 Ilić                                     | 27 : 24 (10 : 11) | Rhein-Neckar Löwen 9 Gensheimer                      |
| 05. Oktober 2014, So. 17:00 Uhr in Montpellier, Arena Montpellier            | 5.500 Zuschauer Spielbericht | Montpellier AHB 10 Gajič                                   | 35 : 29 (14 : 18) | Celje Pivovarna Laško 8 Janc                         |
| 09. Oktober 2014, Do. 17:30 Uhr in Tschechow, Dworza sporta Olimpiski        | 2.000 Zuschauer Spielbericht | Medwedi Tschechow 8 Kowaljow, Schitnikow                   | 30 : 35 (15 : 17) | Celje Pivovarna Laško 9 Slišković                    |
| 012. Oktober 2014, So. 19:00 Uhr in Veszprém, Veszprém Aréna                 | 5.100 Zuschauer Spielbericht | MKB Veszprém KC 6 Ilić                                     | 30 : 29 (14 : 11) | Montpellier AHB 9 Grébille, Kavtičnik                |
| 012. Oktober 2014, So. 19:30 Uhr in Skopje, Boris Trajkovski                 | 5.500 Zuschauer Spielbericht | RK Vardar PRO - Skopje 6 Brumen                            | 28 : 25 (13 : 13) | Rhein-Neckar Löwen 7 Petersson                       |
| 18. Oktober 2014, Sa. 20:30 Uhr in Celje, Dvorana Zlatorog                   | 5.051 Zuschauer Spielbericht | Celje Pivovarna Laško 5 Zarabec                            | 21 : 24 (9 : 14)  | MKB Veszprém KC 7 Ilić                               |
| 19. Oktober 2014, So. 17:00 Uhr in Montpellier, Arena Montpellier            | 3.000 Zuschauer Spielbericht | Montpellier AHB 11 Grébille                                | 34 : 34 (19 : 17) | RK Vardar PRO - Skopje 9 Dibirow                     |
| 19. Oktober 2014, So. 19:30 Uhr in Mannheim, SAP Arena                       | 3.714 Zuschauer Spielbericht | Rhein-Neckar Löwen 6 Gensheimer, Groetzki, Ekdahl Du Rietz | 34 : 29 (16 : 16) | Medwedi Tschechow 7 Derewen                          |
| 13. November 2014, Do. 19:30 Uhr in St. Leon-Rot, Harres Veranstaltungshalle | 1.686 Zuschauer Spielbericht | Rhein-Neckar Löwen 7 Petersson                             | 31 : 27 (13 : 15) | Celje Pivovarna Laško 5 Zarabec                      |
| 15. November 2014, Sa. 19:00 Uhr in Skopje, Sport Center Jane Sandanski      | 5.500 Zuschauer Spielbericht | RK Vardar PRO - Skopje 8 Karačić                           | 23 : 24 (11 : 13) | MKB Veszprém KC 6 Ilić                               |
| 16. November 2014, So. 17:45 Uhr in Pérols/Montpellier, Arena Montpellier    | 5.500 Zuschauer Spielbericht | Montpellier AHB 10 Kavtičnik                               | 32 : 32 (15 : 14) | Medwedi Tschechow 8 Kowaljow, Schelmenko             |
| 22. November 2014, Sa. 16:30 Uhr in Chekhov, Sport Hall Olimpiyskiy Chekhov  | 2.400 Zuschauer Spielbericht | Medwedi Tschechow 9 Derewen, Schitnikow                    | 33 : 34 (17 : 16) | Montpellier AHB 11 Gajič                             |
| 22. November 2014, Sa. 16:30 Uhr in Veszprém, Veszprém Aréna                 | 5.019 Zuschauer Spielbericht | MKB Veszprém KC 8 Ilić                                     | 32 : 24 (16 : 10) | RK Vardar PRO - Skopje 4 Dibirow, Dujshebaev, Pribak |
| 23. November 2014, So. 17:00 Uhr in Celje, Dvorana Zlatorog                  | 4.000 Zuschauer Spielbericht | Celje Pivovarna Laško 7 Miklavčič                          | 32 : 28 (16 : 11) | Rhein-Neckar Löwen 7 Gensheimer                      |
| 29. November 2014, Sa. 18:15 Uhr in Veszprém, Veszprém Aréna                 | 5.000 Zuschauer Spielbericht | MKB Veszprém KC 9 Marguč                                   | 38 : 31 (17 : 16) | Medwedi Tschechow 11 Schitnikow                      |
| 29. November 2014, Sa. 19:00 Uhr in Skopje, Sport Center Jane Sandanski      | 5.000 Zuschauer Spielbericht | RK Vardar PRO - Skopje 7 Dibirow                           | 34 : 32 (19 : 17) | Celje Pivovarna Laško 9 Slišković                    |
| 29. November 2014, Sa. 21:00 Uhr in Pérols/Montpellier, Arena Montpellier    | 4.500 Zuschauer Spielbericht | Montpellier AHB 8 Gajič                                    | 29 : 33 (14 : 18) | Rhein-Neckar Löwen 7 Gensheimer                      |
| 06. Dezember 2014, Sa. 17:00 Uhr in Chekhov, Sport Hall Olimpiyskiy Chekhov  | 2.300 Zuschauer Spielbericht | Medwedi Tschechow 13 Derewen                               | 34 : 39 (16 : 19) | RK Vardar PRO - Skopje 8 Karačić                     |
| 06. Dezember 2014, Sa. 20:30 Uhr in Celje, Dvorana Zlatorog                  | 5.100 Zuschauer Spielbericht | Celje Pivovarna Laško 11 Zarabec                           | 27 : 30 (14 : 10) | Montpellier AHB 7 Kavtičnik                          |
| 06. Dezember 2014, Sa. 21:00 Uhr in Mannheim, SAP Arena                      | 7.270 Zuschauer Spielbericht | Rhein-Neckar Löwen 7 Groetzki, Petersson, Schmid           | 32 : 25 (18 : 10) | MKB Veszprém KC 5 Ilić, Nagy                         |
| 14. Februar 2015, Sa. 19:00 Uhr in Skopje, Sport Center Jane Sandanski       | 5.000 Zuschauer Spielbericht | RK Vardar PRO - Skopje 12 Dibirow                          | 30 : 26 (18 : 13) | Montpellier AHB 6 Gajič                              |
| 15. Februar 2015, So. 12:00 Uhr in Chekhov, Sport Hall "Olimpiyskiy" Chekov  | 1.200 Zuschauer Spielbericht | Medwedi Tschechow 8 Kowaljow                               | 26 : 32 (14 : 18) | Rhein-Neckar Löwen 6 Du Rietz, Schmid                |
| 15. Februar 2015, So. 19:00 Uhr in Veszprém, Veszprém Aréna                  | 5.000 Zuschauer Spielbericht | MKB Veszprém KC 5 Ilić, Sulić                              | 29 : 26 (15 : 10) | Celje Pivovarna Laško 4 Razgor                       |
| 21. Februar 2015, Sa. 19:00 Uhr in Celje, Dvorana Zlatorog                   | 2.500 Zuschauer Spielbericht | Celje Pivovarna Laško 6 Janc, Slišković                    | 29 : 25 (14 : 15) | Medwedi Tschechow 5 Tschernoiwanow, Kowaljow         |
| 21. Februar 2015, Sa. 21:00 Uhr in St. Leon-Rot, Harres Veranstaltungs Halle | 2.000 Zuschauer Spielbericht | Rhein-Neckar Löwen 6 Schmid                                | 28 : 35 (13 : 20) | RK Vardar PRO - Skopje 8 Karačić                     |
| 22. Februar 2015, So. 17:00 Uhr in Pérols/Montpellier, Arena Montpellier     | 7.500 Zuschauer Spielbericht | Montpellier AHB 4 Mačkovšek, Simonet                       | 20 : 34 (9 : 14)  | MKB Veszprém KC 8 Marguč                             |

### Gruppe D
| Pl. | Mannschaft                  | Sp. | S  | U | N | T   | GT  | Diff | Pkt |
| --- | --------------------------- | --- | -- | - | - | --- | --- | ---- | --- |
| 1.  | KS Vive Targi Kielce        | 10  | 10 | 0 | 0 | 312 | 271 | + 41 | 20  |
| 2.  | SC Szeged                   | 10  | 6  | 1 | 3 | 276 | 264 | + 12 | 13  |
| 3.  | Dunkerque HB Grand Littoral | 10  | 4  | 0 | 6 | 257 | 263 | − 06 | 8   |
| 4.  | Aalborg Håndbold            | 10  | 2  | 3 | 5 | 256 | 269 | − 13 | 7   |
| 5.  | HK Motor Saporischschja     | 10  | 3  | 0 | 7 | 283 | 284 | −01  | 6   |
| 6.  | Kadetten Schaffhausen       | 10  | 2  | 2 | 6 | 264 | 297 | − 33 | 6   |

| 25. September 2014, Do. 20:00 Uhr in Schaffhausen, BBC Arena       | 2.030 Zuschauer Spielbericht | Kadetten Schaffhausen Liniger 7                     | 28 : 33 (14 : 15) | KS Vive Targi Kielce 6 Buntić                      |
| 28. September 2014, So. 15:10 Uhr in Dunkerque, Stade des Flandres | 2.300 Zuschauer Spielbericht | Dunkerque HB Grand Littoral 5 Touati                | 21 : 26 (13 : 13) | Aalborg Håndbold 6 Guardiola, Tvedten              |
| 28. September 2014, So. 19:15 Uhr in Szeged, Városi Sportcsarnok   | 3.000 Zuschauer Spielbericht | SC Szeged 6 Bombač                                  | 27 : 26 (13 : 11) | HK Motor Saporischschja 8 Scheweljow               |
| 04. Oktober 2014, Sa. 14:00 Uhr in Kielce, Hala M.O.S.I.R.         | 4.000 Zuschauer Spielbericht | KS Vive Targi Kielce 6 Bielecki                     | 37 : 32 (18 : 17) | SC Szeged 9 Balogh, Bombač                         |
| 04. Oktober 2014, Sa. 17:00 Uhr in Kiew, Sportpalast               | 3.000 Zuschauer Spielbericht | HK Motor Saporischschja 5 Burka, Stezjura           | 21 : 23 (10 : 9)  | Dunkerque HB Grand Littoral 6 Emonet               |
| 05. Oktober 2014, So. 16:50 Uhr in Aalborg, Gigantium Arena        | 3.021 Zuschauer Spielbericht | Aalborg Håndbold 8 Berggren                         | 23 : 23 (11 : 8)  | Kadetten Schaffhausen 7 Pendic                     |
| 09. Oktober 2014, Do. 20:00 Uhr in Schaffhausen, BBC Arena         | 1.950 Zuschauer Spielbericht | Kadetten Schaffhausen 11 Liniger                    | 25 : 23 (12 : 10) | Dunkerque HB Grand Littoral 6 Soudry               |
| 12. Oktober 2014, So. 16:50 Uhr in Aalborg, Gigantium Arena        | 3.844 Zuschauer Spielbericht | Aalborg Håndbold 9 Sagosen                          | 25 : 28 (11 : 15) | SC Szeged 13 Balogh                                |
| 12. Oktober 2014, So. 20:00 Uhr in Kielce, Hala M.O.S.I.R.         | 4.000 Zuschauer Spielbericht | KS Vive Targi Kielce 7 Lijewski                     | 30 : 26 (17 : 14) | HK Motor Saporischschja 6 Burka                    |
| 18. Oktober 2014, Sa. 16:00 Uhr in Dunkerque, Stade des Flandres   | 2.300 Zuschauer Spielbericht | Dunkerque HB Grand Littoral 6 Emonet                | 25 : 28 (12 : 14) | KS Vive Targi Kielce 7 Bielecki                    |
| 18. Oktober 2014, Sa. 16:50 Uhr in Kiew, Sportpalast               | 2.100 Zuschauer Spielbericht | HK Motor Saporischschja 9 Onufrijenko               | 25 : 28 (13 : 13) | Aalborg Håndbold 7 Jensen, Tvedten                 |
| 18. Oktober 2014, Sa. 18:30 Uhr in Szeged, Városi Sportcsarnok     | 3.200 Zuschauer Spielbericht | SC Szeged 11 Bombač                                 | 34 : 24 (16 : 13) | Kadetten Schaffhausen 6 Jurcă                      |
| 13. November 2014, Do. 17:00 Uhr in Kiew, Sportpalast              | 2.000 Zuschauer Spielbericht | HK Motor Saporischschja 9 Onufrijenko, Skopinzew    | 31 : 26 (18 : 13) | Kadetten Schaffhausen 6 Pendic                     |
| 16. November 2014, So. 16:00 Uhr in Szeged, Varosi Sportcsarnok    | 3.100 Zuschauer Spielbericht | SC Szeged 7 Balogh                                  | 23 : 21 (11 : 10) | Dunkerque HB Grand Littoral 9 Butto                |
| 16. November 2014, So. 16:50 Uhr in Aalborg Ost, Gigantium Arena   | 4.115 Zuschauer Spielbericht | Aalborg Håndbold 7 Berggren                         | 25 : 27 (12 : 13) | KS Vive Targi Kielce 6 Lijewski                    |
| 20. November 2014, Do. 20:00 Uhr in Schaffhausen, BBC Arena        | 2.280 Zuschauer Spielbericht | Kadetten Schaffhausen 8 Graubner                    | 32 : 37 (14 : 18) | HK Motor Saporischschja 7 Burka                    |
| 22. November 2014, Sa. 14:30 Uhr in Dunkerque, Stades de Flandres  | 2.400 Zuschauer Spielbericht | Dunkerque HB Grand Littoral 6 Nagy                  | 24 : 25 (12 : 15) | SC Szeged 4 Bombač                                 |
| 23. November 2014, So. 15:10 Uhr in Kielce, Hala M.O.S.I.R.        | 4.200 Zuschauer Spielbericht | KS Vive Targi Kielce 8 Buntić                       | 33 : 26 (18 : 15) | Aalborg Håndbold 7 Sagosen                         |
| 26. November 2014, Mi. 18:00 Uhr in Kiew, Sportpalast              | 1.900 Zuschauer Spielbericht | HK Motor Saporischschja 8 Onufrijenko               | 25 : 29 (12 : 16) | SC Szeged 7 Balogh, Bombač                         |
| 30. November 2014, So. 13:30 Uhr in Kielce, Hala M.O.S.I.R.        | 4.000 Zuschauer Spielbericht | KS Vive Targi Kielce 9 Čupić                        | 33 : 24 (14 : 12) | Kadetten Schaffhausen 11 Liniger                   |
| 30. November 2014, So. 16:50 Uhr in Aalborg Ost, Gigantium Arena   | 3.653 Zuschauer Spielbericht | Aalborg Håndbold 6 Sagosen, Slundt                  | 25 : 28 (13 : 15) | Dunkerque HB Grand Littoral 5 Emonet, Caussé, Nagy |
| 04. Dezember 2014, Do. 20:00 Uhr in Schaffhausen, BBC Arena        | 2.210 Zuschauer Spielbericht | Kadetten Schaffhausen 8 Liniger                     | 25 : 25 (14 : 9)  | Aalborg Håndbold 6 Jensen, Tvedten                 |
| 06. Dezember 2014, Sa. 16:00 Uhr in Dunkerque, Stades de Flandres  | 2.000 Zuschauer Spielbericht | Dunkerque HB Grand Littoral 9 Butto                 | 31 : 29 (17 : 17) | HK Motor Saporischschja 8 Oleg Skopintsew          |
| 06. Dezember 2014, Sa. 16:30 Uhr in Szeged, Varosi Sportcsarnok    | 3.200 Zuschauer Spielbericht | SC Szeged 6 Prodanović                              | 26 : 27 (11 : 14) | KS Vive Targi Kielce 6 Bielecki                    |
| 12. Februar 2015, Do. 20:00 Uhr in Schaffhausen, BBC Arena         | 2.380 Zuschauer Spielbericht | Kadetten Schaffhausen 8 Liniger                     | 32 : 29 (19 : 15) | SC Szeged 7 Ilyés, Prodanović                      |
| 14. Februar 2015, Sa. 13:30 Uhr in Kielce, Hala M.O.S.I.R. Kielce  | 4.000 Zuschauer Spielbericht | KS Vive Targi Kielce 6 Aguinagalde, Bielecki, Čupić | 36 : 32 (19 : 15) | Dunkerque HB Grand Littoral 5 Butto                |
| 15. Februar 2015, So. 16:50 Uhr in Aalborg Ost, Gigantium Arena    | 3.917 Zuschauer Spielbericht | Aalborg Håndbold 7 Tvedten                          | 30 : 36 (16 : 16) | HK Motor Saporischschja 9 Burka                    |
| 18. Februar 2015, Mi. 18:00 Uhr in Kiew, Sportpalast               | 1.500 Zuschauer Spielbericht | HK Motor Saporischschja 5 Doroshchuk, Zhuk          | 27 : 28 (19 : 10) | KS Vive Targi Kielce 7 Bielecki                    |
| 21. Februar 2015, Sa. 16:00 Uhr in Dunkerque, Stades de Flandres   | 2.400 Zuschauer Spielbericht | Dunkerque HB Grand Littoral 5 Emonet, Soudry        | 29 : 25 (14 : 14) | Kadetten Schaffhausen 8 Pendic                     |
| 22. Februar 2015, So. 19:00 Uhr in Szeged, Varosi Sportcsarnok     | 3.000 Zuschauer Spielbericht | SC Szeged 5 Hegedüs                                 | 23 : 23 (10 : 10) | Aalborg Håndbold 6 Larsen                          |

## Achtelfinale

### Qualifizierte Teams
| Gruppe A THW Kiel Paris Saint-Germain RK Croatia Osiguranje Zagreb Naturhouse La Rioja | Gruppe B FC Barcelona KIF Kolding København Orlen Wisła Płock SG Flensburg-Handewitt | Gruppe C MKB Veszprém KC RK Vardar PRO - Skopje Rhein-Neckar Löwen Montpellier AHB | Gruppe D KS Vive Targi Kielce SC Szeged Dunkerque HB Grand Littoral Aalborg Håndbold |

### Ausgeloste Spiele und Ergebnisse
Die Auslosung der Achtelfinalspiele fand am 24. Februar 2015 in Wien statt.
Im Achtelfinale trifft immer ein Gruppenerster auf einen Gruppenvierten (= Hälfte A) und ein Gruppenzweiter auf einen Gruppendritten (= Hälfte B) einer anderen Gruppe.
Die Gruppenersten und Gruppenzweiten haben das Recht, das Rückspiel zu Hause auszutragen.
Die Hinspiele finden vom 13.–15. März 2015 statt, die Rückspiele vom 18.–22. März 2015.
|          | Mannschaft 1                              | Mannschaft 2                         | Hinspiel           | Rückspiel          | Gesamt  |
| -------- | ----------------------------------------- | ------------------------------------ | ------------------ | ------------------ | ------- |
| Hälfte A | Naturhouse La Rioja 10 Rodríguez Álvarez  | MKB Veszprém KC 19 Ilić              | 14.03.15 16:15 Uhr | 21.03.15 16:30 Uhr | 54 : 68 |
| Hälfte A | Naturhouse La Rioja 10 Rodríguez Álvarez  | MKB Veszprém KC 19 Ilić              | 23 : 31 (10 : 15)  | 31 : 37 (15 : 18)  | 54 : 68 |
| Hälfte A | Naturhouse La Rioja 10 Rodríguez Álvarez  | MKB Veszprém KC 19 Ilić              | 3.100 Zuschauer    | 5.019 Zuschauer    | 54 : 68 |
| Hälfte A | Montpellier AHB 17 Simonet                | KS Vive Targi Kielce 11 Buntić       | 15.03.15 17:00 Uhr | 21.03.15 15:30 Uhr | 58 : 60 |
| Hälfte A | Montpellier AHB 17 Simonet                | KS Vive Targi Kielce 11 Buntić       | 25 : 29 (13 : 16)  | 33 : 31 (15 : 14)  | 58 : 60 |
| Hälfte A | Montpellier AHB 17 Simonet                | KS Vive Targi Kielce 11 Buntić       | 6.000 Zuschauer    | 4.200 Zuschauer    | 58 : 60 |
| Hälfte A | Aalborg Håndbold 6 Sagosen, Berggren      | FC Barcelona 8 Lazarov               | 15.03.15 16:50 Uhr | 22.03.15 18:50 Uhr | 33 : 60 |
| Hälfte A | Aalborg Håndbold 6 Sagosen, Berggren      | FC Barcelona 8 Lazarov               | 11 : 31 (5 : 16)   | 22 : 29 (9 : 14)   | 33 : 60 |
| Hälfte A | Aalborg Håndbold 6 Sagosen, Berggren      | FC Barcelona 8 Lazarov               | 4.660 Zuschauer    | 3.014 Zuschauer    | 33 : 60 |
| Hälfte A | SG Flensburg-Handewitt 5 Eggert           | THW Kiel 7 Ekberg, Vujin             | 15.03.15 19:30 Uhr | 22.03.15 19:30 Uhr | 49 : 63 |
| Hälfte A | SG Flensburg-Handewitt 5 Eggert           | THW Kiel 7 Ekberg, Vujin             | 21 : 30 (9 : 16)   | 28 : 33 (10: 16)   | 49 : 63 |
| Hälfte A | SG Flensburg-Handewitt 5 Eggert           | THW Kiel 7 Ekberg, Vujin             | 6.000 Zuschauer    | 10.285 Zuschauer   | 49 : 63 |
| Hälfte B | Dunkerque HB Grand Littoral 12 Nagy       | Paris Saint-Germain 19 Hansen        | 14.03.15 17:00 Uhr | 22.03.15 17:30 Uhr | 43 : 46 |
| Hälfte B | Dunkerque HB Grand Littoral 12 Nagy       | Paris Saint-Germain 19 Hansen        | 21 : 23 (13 : 12)  | 22 : 23 (15 : 15)  | 43 : 46 |
| Hälfte B | Dunkerque HB Grand Littoral 12 Nagy       | Paris Saint-Germain 19 Hansen        | 2.460 Zuschauer    | 4.000 Zuschauer    | 43 : 46 |
| Hälfte B | Orlen Wisła Płock 7 Ghionea, Jurkiewicz   | RK Vardar PRO - Skopje 19 Dujshebaev | 14.03.15 20:45 Uhr | 21.03.15 20:15 Uhr | 52 : 57 |
| Hälfte B | Orlen Wisła Płock 7 Ghionea, Jurkiewicz   | RK Vardar PRO - Skopje 19 Dujshebaev | 32 : 26 (14 : 12)  | 20 : 31 (10 : 14)  | 52 : 57 |
| Hälfte B | Orlen Wisła Płock 7 Ghionea, Jurkiewicz   | RK Vardar PRO - Skopje 19 Dujshebaev | 5.467 Zuschauer    | 5.500 Zuschauer    | 52 : 57 |
| Hälfte B | Rhein-Neckar Löwen 20 Gensheimer          | SC Szeged 13 Bombač                  | 13.03.15 19:00 Uhr | 22.03.15 17:15 Uhr | 59 : 65 |
| Hälfte B | Rhein-Neckar Löwen 20 Gensheimer          | SC Szeged 13 Bombač                  | 30 : 34 (17 : 16)  | 29 : 31 (13 : 16)  | 59 : 65 |
| Hälfte B | Rhein-Neckar Löwen 20 Gensheimer          | SC Szeged 13 Bombač                  | 3.370 Zuschauer    | 3.000 Zuschauer    | 59 : 65 |
| Hälfte B | RK Croatia Osiguranje Zagreb 10 Stepančić | KIF Kolding København 8 Dolk         | 14.03.15 18:00 Uhr | 22.03.15 16:50 Uhr | 43 : 40 |
| Hälfte B | RK Croatia Osiguranje Zagreb 10 Stepančić | KIF Kolding København 8 Dolk         | 22 : 17 (15 : 8)   | 21 : 23 (9 : 11)   | 43 : 40 |
| Hälfte B | RK Croatia Osiguranje Zagreb 10 Stepančić | KIF Kolding København 8 Dolk         | 14.500 Zuschauer   | 5.000 Zuschauer    | 43 : 40 |

## Viertelfinale

### Qualifizierte Teams
| Hälfte A MKB Veszprém KC KS Vive Targi Kielce FC Barcelona THW Kiel | Hälfte B Paris Saint-Germain RK Vardar PRO - Skopje SC Szeged RK Croatia Osiguranje Zagreb |

### Ausgeloste Spiele und Ergebnisse
Die Auslosung der Viertelfinalspiele fand am 24. März 2015 in Wien statt.
Im Viertelfinale traf immer eine Mannschaft aus Hälfte A auf eine Mannschaft aus Hälfte B des Achtelfinales. Bei der Auslosung gab es keinen Nationenschutz; das bedeutet, dass es auch zu Begegnungen zwischen zwei Mannschaften derselben Nation hätte kommen können.
Die Mannschaften aus Hälfte A hatten das Recht, das Rückspiel zu Hause auszutragen.
Die Hinspiele fanden vom 8. bis zum 12. April 2015 statt, die Rückspiele vom 15. bis zum 19. April 2015.
| Mannschaft 1                                  | Mannschaft 2                     | Hinspiel           | Rückspiel          | Gesamt  |
| --------------------------------------------- | -------------------------------- | ------------------ | ------------------ | ------- |
| RK Croatia Osiguranje Zagreb 11 Stepančić     | FC Barcelona 14 Lazarov          | 09.04.15 20:15 Uhr | 18.04.15 18:30 Uhr | 44 : 68 |
| RK Croatia Osiguranje Zagreb 11 Stepančić     | FC Barcelona 14 Lazarov          | 23 : 25 (10 : 14)  | 21 : 43 (10 : 23)  | 44 : 68 |
| RK Croatia Osiguranje Zagreb 11 Stepančić     | FC Barcelona 14 Lazarov          | 15.200 Zuschauer   | 5.614 Zuschauer    | 44 : 68 |
| RK Vardar PRO - Skopje 11 Dujshebaev, Karačić | KS Vive Targi Kielce 11 Bielecki | 11.04.15 19:00 Uhr | 19.04.15 15:30 Uhr | 51 : 55 |
| RK Vardar PRO - Skopje 11 Dujshebaev, Karačić | KS Vive Targi Kielce 11 Bielecki | 20 : 22 (11 : 11)  | 31 : 33 (14 : 16)  | 51 : 55 |
| RK Vardar PRO - Skopje 11 Dujshebaev, Karačić | KS Vive Targi Kielce 11 Bielecki | 5.500 Zuschauer    | 4.200 Zuschauer    | 51 : 55 |
| Paris Saint-Germain 23 Hansen                 | MKB Veszprém KC 15 Ilić          | 12.04.15 17:30 Uhr | 19.04.15 17:30 Uhr | 52 : 58 |
| Paris Saint-Germain 23 Hansen                 | MKB Veszprém KC 15 Ilić          | 24 : 24 (10 : 12)  | 28 : 34 (12 : 16)  | 52 : 58 |
| Paris Saint-Germain 23 Hansen                 | MKB Veszprém KC 15 Ilić          | 2.780 Zuschauer    | 5.019 Zuschauer    | 52 : 58 |
| SC Szeged 9 Källman                           | THW Kiel 12 Jícha                | 12.04.15 19:30 Uhr | 19.04.15 19:30 Uhr | 54 : 60 |
| SC Szeged 9 Källman                           | THW Kiel 12 Jícha                | 31 : 29 (17 : 15)  | 23 : 31 (10 : 18)  | 54 : 60 |
| SC Szeged 9 Källman                           | THW Kiel 12 Jícha                | 3.200 Zuschauer    | 10.285 Zuschauer   | 54 : 60 |

## Final Four

### Qualifizierte Teams
FC Barcelona

 KS Vive Targi Kielce

 MKB Veszprém KC

 THW Kiel
Die Auslosung für das Final Four fand am 21. April 2015 in Köln statt. Die Halbfinalspiele wurden am 30. Mai 2015 in der Kölner Lanxess Arena ausgetragen.

### Halbfinale
| Mannschaft 1 | Endergebnis       | Mannschaft 2         | Datum und Zeit        |
| ------------ | ----------------- | -------------------- | --------------------- |
| FC Barcelona | 33 : 28 (16 : 14) | KS Vive Targi Kielce | 30.05.2015, 15:15 Uhr |
| THW Kiel     | 27 : 31 (13 : 13) | MKB Veszprém KC      | 30.05.2015, 18:00 Uhr |

#### 1. Halbfinale
30. Mai 2015 in Köln, Lanxess Arena, 19.250 Zuschauer.
FC Barcelona: Pérez de Vargas, Šarić – Nøddesbo (4), Tomás  (3), Entrerríos (2), Sorhaindo (2), Sarmiento (2), Ariño, Gurbindo, Sigurðsson  (5), Márquez Coloma, S. Rutenka, Morros, Karabatić    (8), Jallouz, Lazarov (7)
KS Vive Targi Kielce: Szmal, Šego – Jurecki (1), Tkaczyk (2), Reichmann (2), Chrapkowski (1), Aguinagalde (3), Bielecki (7), Jachlewski (1), Štrlek (2), Lijewski (2), Buntić    (2), Musa    (1), Zorman, Rosiński (1), Čupić (3)
Schiedsrichter:  Renārs Līcis und Zigmārs Stoļarovs
Quelle: Spielbericht

#### 2. Halbfinale
30. Mai 2015 in Köln, Lanxess Arena, 19.250 Zuschauer.
THW Kiel: Palicka, Sonne, Ege – Duvnjak, Lundström, Hansen    (2), Sprenger (3), Weinhold  (1), Wiencek, Ekberg , Lauge Schmidt, Cañellas (5), Dahmke  (3), Pálmarsson   (9), Jícha  (2), Vujin (2)
MKB Veszprém KC: Mikler, Alilović – Gulyás , Iváncsik (7), Schuch, Ilić (8), Nilsson (2), Nagy   (7), Zeitz (1), Jamali, Ugalde, Marguč, Rodríguez, Terzić   , Sulić     (4), Lékai (2)
Schiedsrichter:  Gjorgji Načevski und Slave Nikolov
Quelle: Spielbericht

### Kleines Finale
Das Spiel um Platz 3 fand am 31. Mai 2015 in der Kölner Lanxess Arena statt. Der Gewinner der Partie ist Drittplatzierter der EHF Champions League 2015.
| Mannschaft 1         | Endergebnis       | Mannschaft 2 | Datum und Zeit        |
| -------------------- | ----------------- | ------------ | --------------------- |
| KS Vive Targi Kielce | 28 : 26 (12 : 12) | THW Kiel     | 31.05.2015, 15:15 Uhr |

31. Mai 2015 in Köln, Lanxess Arena, 19.250 Zuschauer.
KS Vive Targi Kielce: Szmal, Šego – Grabarczyk, Jurecki   (2), Tkaczyk , Reichmann (3), Chrapkowski   (1), Bielecki (9), Jachlewski (1), Štrlek (2), Lijewski (5), Buntić (4), Musa, Rosiński, Čupić  (1)
Trainer: Talant Dujshebaev
THW Kiel: Palicka, Sonne, Ege – Duvnjak      (4), Lundström (2), Hansen (1), Sprenger (2), Weinhold   (2), Wiencek  (2), Ekberg, Lauge Schmidt (4), Cañellas, Dahmke  (2), Pálmarsson (2), Jícha, Vujin (5)
Trainer: Alfreð Gíslason
Schiedsrichter:  Michael Johansson und Jasmin Kliko
Quelle: Spielbericht

### Finale
Das Finale fand am 31. Mai 2015 in der Kölner Lanxess Arena statt. Der Gewinner der Partie ist Sieger der EHF Champions League 2015.
| Mannschaft 1 | Endergebnis       | Mannschaft 2    | Datum und Zeit        |
| ------------ | ----------------- | --------------- | --------------------- |
| FC Barcelona | 28 : 23 (14 : 10) | MKB Veszprém KC | 31.05.2015, 18:00 Uhr |

31. Mai 2015 in Köln, Lanxess Arena, 19.250 Zuschauer
FC Barcelona: Pérez de Vargas, Šarić – Nøddesbo  (3), Tomás  (5), Entrerríos (4), Sorhaindo, Sarmiento (1), Ariño, Gurbindo (3), Sigurðsson  (6), Márquez Coloma, S. Rutenka , Morros   , Karabatić  (6), Jallouz, Lazarov
Trainer: Xavier Pascual Fuertes
MKB Veszprém KC: Mikler, Alilović – Gulyás (2), Iváncsik (1), Schuch , Ilić (5), Nilsson (2), Nagy   (8), Zeitz , Jamali, Ugalde, Marguč (2), Rodríguez, Terzić  , Sulić   (2), Lékai (1)
Trainer: Antonio Carlos Ortega
Schiedsrichter:  Constantin Din und Sorin Laurențiu Dinu
Quelle: Spielbericht
Nikola Karabatić vom FC Barcelona wurde zum Most Valuable Player des Endturniers gewählt.

## Statistiken

### Torschützenliste

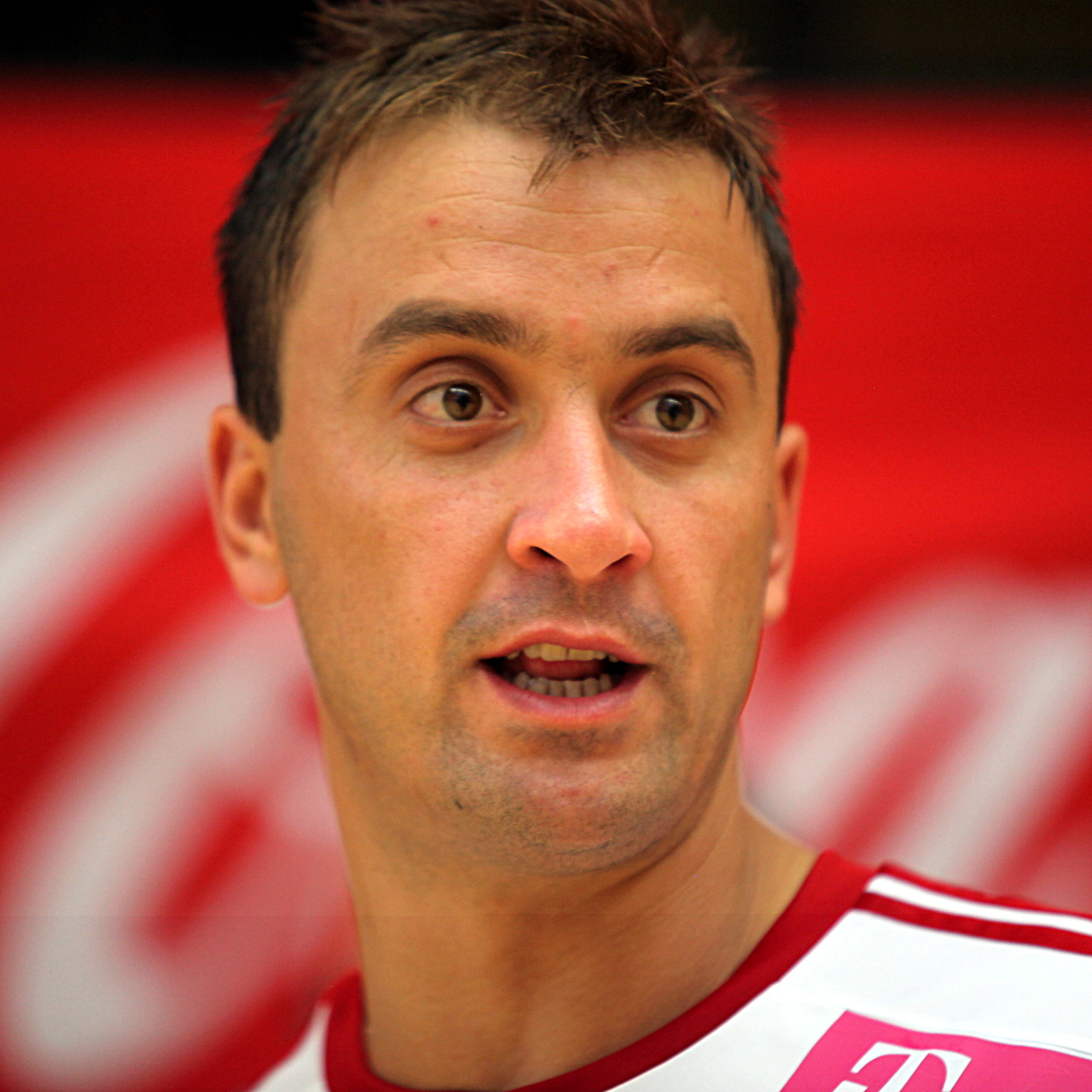
Momir Ilić

Die Torschützenliste zeigt die zehn besten Torschützen in der EHF Champions League 2014/15.
Zu sehen sind die Nation der Spieler, der Name, die Position, der Verein, die gespielten Spiele, die Tore und die Ø-Tore.
| Pl. | Nation         | Spieler          | Pos. | Verein               | Sp. | Tore | Ø   |
| --- | -------------- | ---------------- | ---- | -------------------- | --- | ---- | --- |
| 01. | Serbien        | Momir Ilić       | RL   | KC Veszprém          | 16  | 114  | 7,1 |
| 02. | Nordmazedonien | Kiril Lazarov    | RR   | FC Barcelona         | 16  | 106  | 6,6 |
| 03. | Danemark       | Mikkel Hansen    | RL   | Paris Saint-Germain  | 14  | 103  | 7,4 |
| 04. | Polen          | Karol Bielecki   | RL   | KS Vive Targi Kielce | 16  | 092  | 5,8 |
| 05. | Russland       | Timur Dibirow    | LA   | RK Vardar Skopje     | 14  | 078  | 5,6 |
| 06. | Ungarn         | Zsolt Balogh     | RR   | SC Szeged            | 14  | 076  | 5,4 |
| 06. | Serbien        | Marko Vujin      | RR   | THW Kiel             | 16  | 076  | 4,8 |
| 08. | Frankreich     | Nikola Karabatić | RL   | FC Barcelona         | 16  | 075  | 4,7 |
| 09. | Kroatien       | Igor Karačić     | RL   | RK Vardar Skopje     | 14  | 074  | 5,3 |
| 10. | Spanien        | Alex Dujshebaev  | RR   | RK Vardar Skopje     | 14  | 073  | 5,2 |

Stand 31. Mai 2015